# Geografía de Samoa Americana
Samoa Americana, que se encuentra dentro de la región geográfica de Oceanía, es una de las solo dos posesiones de los Estados Unidos en el hemisferio sur, la otra es la Isla Jarvis. Su superficie total es de 199 km² (un poco más grande que la de Washington D. C.), consta de cinco islas volcánicas escarpadas y dos atolones de coral. Las cinco islas volcánicas islas son: Tutuila, Aunu'u, Ofu y Olosega y Tau (estas tres últimas pertenecientes a las islas Manu'a). Los atolones de coral son: Swains, y Rose. De las siete islas, Rose es la única deshabitada y está clasificada como un Monumento Nacional de la Marina. Por su parte, Tutulia es la de mayor superficie con 141,81 km². Samoa Americana es el territorio más meridional de los Estados Unidos, a catorce grados por debajo del ecuador.
Debido a su ubicación en el sur del océano Pacífico, es frecuentemente azotada por tifones entre diciembre y marzo. El Atolón Rose es el punto más oriental del territorio, mientras que Samoa Americana es la parte más meridional de los Estados Unidos. En la Samoa Americana se encuentra el Parque nacional de Samoa Americana.
Las montañas más altas son: la Montaña Lata (Taʻū), con 3170 pies (970 m); el Pico Matafao, con 2141 pies (653 m); el Piumafua (Ofu y Olosega), con 2095 pies (639 m); y el Tumutumu (Ofu), con 1.621 pies (494 m). El monte Pioa, apodado Rainmaker, mide 524 m (1718 pies). La Samoa Americana también alberga algunos de los acantilados marinos más altos del mundo, con 910 m (3000 pies).
El monte submarino Vailuluʻu, un volcán sumergido activo, se encuentra a 45 km (28 millas) al este de Taʻū, en la Samoa Americana. Fue descubierto en 1975 y desde entonces ha sido estudiado por un equipo internacional de científicos, contribuyendo a la comprensión de los procesos fundamentales de la Tierra. Dentro del cráter de la cumbre de Vailulu'u crece un cono volcánico submarino activo, que lleva el nombre de la diosa de la guerra de Samoa, Nafanua.
La Samoa Americana se encuentra dentro de dos ecorregiones terrestres: los bosques húmedos tropicales de Samoa y los bosques húmedos tropicales de la Polinesia Occidental.